# Bözbergstrecke
| Südportal des alten Bözbergtunnels beim Geisterbahnhof von Schinznach-Dorf | |                                                                |                                                                |
| Streckennummer (BAV): | 500 (Basel SBB–Pratteln Ost) 700 (Pratteln Ost–Brugg AG) 699 (Neuer Bözbergtunnel) 710 (Brugg AG–Baden) |                                                                |                                                                |
| Fahrplanfeld: | 700 |                                                                |                                                                |
| Streckenlänge: | 65,9 km                                                                                                 |                                                                |                                                                |
| Spurweite: | 1435 mm (Normalspur)                                                                                    |                                                                |                                                                |
| Stromsystem: | 15 kV 16,7 Hz ~                                                                                         |                                                                |                                                                |
| Maximale Neigung: | 12,0 ‰                                                                                                  |                                                                |                                                                |
| | |                                                                |                                                                |
| \| \| \| Strecke von Strasbourg S 1 \| \| \| \| 0,0 \| Basel SBB S 1 S 3 S 6 \| 277 m ü. M. \| \| \| \| Jurabahn nach Delémont–Biel/Bienne S 3 \| \| \| \| \| Basler Tram, Birseckbahn, Trambahn Basel-Aesch \| \| \| \| 1,5 \| Basler Verbindungsbahn S 6 \| Basler Verbindungsbahn S 6 \| \| \| \| Tram Basel-Pratteln (ehem. Basellandschaftliche Ueberlandbahn) \| \| \| \| \| Birsbrücke III St.Jakob (90 m) \| \| \| \| 4,8 \| Muttenz \| 281 m ü. M. \| \| \| 4,8 \| Basler Verbindungsbahn \| Basler Verbindungsbahn \| \| \| 4,8 \| Verbindungskurve zur Jurabahn \| Verbindungskurve zur Jurabahn \| \| \| \| Abzweig Adlertunnel nach Liestal–Olten (Fernverkehr) \| \| \| \| 8,380,1 \| Pratteln \| 290 m ü. M. \| \| \| \| Hauensteinstrecke nach Liestal–Olten S 3 \| \| \| \| \| Pratteln Salina Raurica \| \| \| \| \| Ergolzbrücke (185 m) \| \| \| \| 76,9 \| Kaiseraugst \| 285 m ü. M. \| \| \| \| Rheinfelden Augarten \| \| \| \| 71,6 \| Rheinfelden \| 285 m ü. M. \| \| \| 68,2 \| Möhlin \| 308 m ü. M. \| \| \| 61,8 \| Mumpf \| 310 m ü. M. \| \| \| 58,8 \| Stein-Säckingen \| 311 m ü. M. \| \| \| \| Strecke nach Laufenburg S 1 \| \| \| \| 55,4 \| Eiken \| 328 m ü. M. \| \| \| 51,8 \| Frick Endpunkt S 1 \| 360 m ü. M. \| \| \| 46,9 \| Hornussen (bis 1993 PV) \| 414 m ü. M. \| \| \| 42,4 \| Effingen \| 461 m ü. M. \| \| \| \| Bözbergtunnel (2526 m) \| \| \| \| 39,2 \| Schinznach Dorf \| 441 m ü. M. \| \| \| \| Villnacherntunnel (184 m) \| \| \| \| 35,9 \| Villnachern (bis 2008 PV) \| 403 m ü. M. \| \| \| \| Aarebrücke (223 m) \| \| \| \| 32,4 \| Verbindungsstrecke nach Lenzburg–Othmarsingen \| Verbindungsstrecke nach Lenzburg–Othmarsingen \| \| \| \| Strecke von Aarau \| \| \| \| \| Strecke von Lenzburg–Othmarsingen \| \| \| \| 31,2 \| Brugg Endpunkt S 12 \| 352 m ü. M. \| \| \| \| Reussbrücke Turgi (73 m) \| \| \| \| \| Strecke von Koblenz S 27 \| \| \| \| 27,4 \| Turgi Endpunkt S 29 \| 341 m ü. M. \| \| \| 22,5 \| Baden Endpunkt S 23 S 27 \| 385 m ü. M. \| \| \| \| Strecke nach Zürich S 12 \| \| | |                                                                |                                                                |
| Strecke | | Strecke von Strasbourg S 1                                     | Strecke von Strasbourg S 1                                     |
| Bahnhof | 0,0 | Basel SBB S 1 S 3 S 6                                          | 277 m ü. M.                                                    |
| Abzweig geradeaus und nach rechts | | Jurabahn nach Delémont–Biel/Bienne S 3                         | Jurabahn nach Delémont–Biel/Bienne S 3                         |
| Kreuzung mit U-Bahn geradeaus unten | | Basler Tram, Birseckbahn, Trambahn Basel-Aesch                 | Basler Tram, Birseckbahn, Trambahn Basel-Aesch                 |
| Abzweig geradeaus und nach links | 1,5 | Basler Verbindungsbahn S 6                                     | Basler Verbindungsbahn S 6                                     |
| Kreuzung geradeaus unten | | Tram Basel-Pratteln (ehem. Basellandschaftliche Ueberlandbahn) | Tram Basel-Pratteln (ehem. Basellandschaftliche Ueberlandbahn) |
| Brücke über Wasserlauf | | Birsbrücke III St.Jakob (90 m)                                 | Birsbrücke III St.Jakob (90 m)                                 |
| Bahnhof | 4,8 | Muttenz                                                        | 281 m ü. M.                                                    |
| Abzweig geradeaus und von links | 4,8 | Basler Verbindungsbahn                                         | Basler Verbindungsbahn                                         |
| Abzweig geradeaus und von rechts | 4,8 | Verbindungskurve zur Jurabahn                                  | Verbindungskurve zur Jurabahn                                  |
| Abzweig geradeaus und nach rechts | | Abzweig Adlertunnel nach Liestal–Olten (Fernverkehr)           | Abzweig Adlertunnel nach Liestal–Olten (Fernverkehr)           |
| Bahnhof | 8,380,1                                                                                                 | Pratteln                                                       | 290 m ü. M.                                                    |
| Abzweig geradeaus und nach rechts | | Hauensteinstrecke nach Liestal–Olten S 3                       | Hauensteinstrecke nach Liestal–Olten S 3                       |
| Haltepunkt / Haltestelle | | Pratteln Salina Raurica                                        | Pratteln Salina Raurica                                        |
| Brücke über Wasserlauf | | Ergolzbrücke (185 m)                                           | Ergolzbrücke (185 m)                                           |
| Bahnhof | 76,9 | Kaiseraugst                                                    | 285 m ü. M.                                                    |
| Haltepunkt / Haltestelle | | Rheinfelden Augarten                                           | Rheinfelden Augarten                                           |
| Bahnhof | 71,6 | Rheinfelden                                                    | 285 m ü. M.                                                    |
| Bahnhof | 68,2 | Möhlin                                                         | 308 m ü. M.                                                    |
| Bahnhof | 61,8 | Mumpf                                                          | 310 m ü. M.                                                    |
| Bahnhof | 58,8 | Stein-Säckingen                                                | 311 m ü. M.                                                    |
| Abzweig geradeaus und nach links | | Strecke nach Laufenburg S 1                                    | Strecke nach Laufenburg S 1                                    |
| Haltepunkt / Haltestelle | 55,4 | Eiken                                                          | 328 m ü. M.                                                    |
| Bahnhof | 51,8 | Frick Endpunkt S 1                                             | 360 m ü. M.                                                    |
| ehemaliger Haltepunkt / Haltestelle | 46,9 | Hornussen (bis 1993 PV)                                        | 414 m ü. M.                                                    |
| ehemaliger Haltepunkt / Haltestelle | 42,4 | Effingen                                                       | 461 m ü. M.                                                    |
| Tunnel | | Bözbergtunnel (2526 m)                                         | Bözbergtunnel (2526 m)                                         |
| ehemaliger Haltepunkt / Haltestelle | 39,2 | Schinznach Dorf                                                | 441 m ü. M.                                                    |
| Tunnel | | Villnacherntunnel (184 m)                                      | Villnacherntunnel (184 m)                                      |
| ehemaliger Haltepunkt / Haltestelle | 35,9 | Villnachern (bis 2008 PV)                                      | 403 m ü. M.                                                    |
| Brücke über Wasserlauf | | Aarebrücke (223 m)                                             | Aarebrücke (223 m)                                             |
| Abzweig geradeaus und nach rechts | 32,4 | Verbindungsstrecke nach Lenzburg–Othmarsingen                  | Verbindungsstrecke nach Lenzburg–Othmarsingen                  |
| Abzweig geradeaus und von rechts | | Strecke von Aarau                                              | Strecke von Aarau                                              |
| Abzweig geradeaus und von rechts | | Strecke von Lenzburg–Othmarsingen                              | Strecke von Lenzburg–Othmarsingen                              |
| Bahnhof | 31,2 | Brugg Endpunkt S 12                                            | 352 m ü. M.                                                    |
| Brücke über Wasserlauf | | Reussbrücke Turgi (73 m)                                       | Reussbrücke Turgi (73 m)                                       |
| Abzweig geradeaus und von links | | Strecke von Koblenz S 27                                       | Strecke von Koblenz S 27                                       |
| Bahnhof | 27,4 | Turgi Endpunkt S 29                                            | 341 m ü. M.                                                    |
| Bahnhof | 22,5 | Baden Endpunkt S 23 S 27                                       | 385 m ü. M.                                                    |
| Strecke | | Strecke nach Zürich S 12                                       | Strecke nach Zürich S 12                                       |

Die Bözbergstrecke ist eine normalspurige Eisenbahnstrecke im Norden der Schweiz. Sie gehört den Schweizerischen Bundesbahnen (SBB) und führt von Basel durch den Jura in das Aaretal. Die Route verläuft über Pratteln, Rheinfelden, Stein-Säckingen und Frick, durch den Bözbergtunnel und nach Brugg und Baden.

## Geschichte
Als die erste Bahnstrecke zwischen Zürich und Baden am 9. August 1847 durch die Schweizerische Nordbahn eröffnet worden war und am 29. September 1856 die Schweizerische Nordostbahn den Streckenabschnitt von Baden nach Brugg in Betrieb genommen hatte, bestanden bereits Pläne für eine weitere Verbindung an den Rhein und bis nach Basel. Das Projekt einer Bahnlinie von Brugg unter dem Juraplateau beim Bözbergpass hindurch in das Fricktal fand auch die Unterstützung der Aargauer Kantonsregierung.

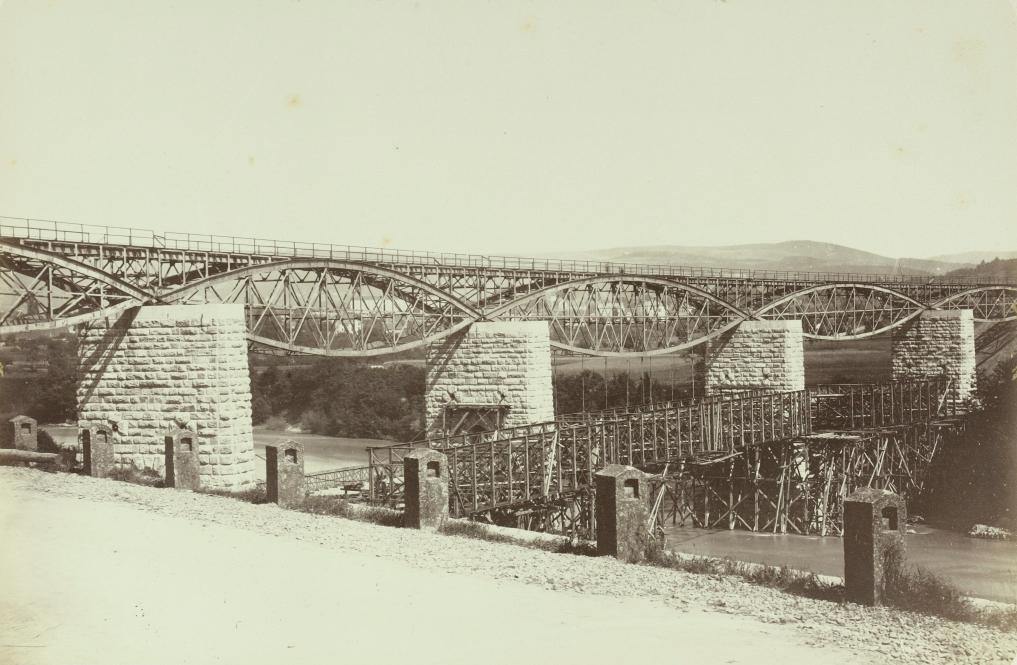
Aarebrücke bei Brugg, vorerst nur eingleisig

Am 26. August 1856 bewilligte der Baselbieter Landrat der Schweizerischen Centralbahn das Teilstück von Muttenz bis Augst, allerdings wurde diese Konzession 1862 durch ein Schiedsgericht als nicht rechtskräftig erklärt. Am 18. Juni 1871 stimmte das Baselbieter Stimmvolk der Konzession für die Bözbergbahn zu.
Als Alternative zur 1858 eröffneten Hauensteinstrecke der Schweizerischen Centralbahn mit dem Umweg über Olten und Aarau bildeten die Schweizerische Nordostbahn und die Schweizerische Centralbahn gemeinsam die Bözbergbahn (BöB), um die direkte, 49 Kilometer lange Strecke von Pratteln über Rheinfelden und Frick und durch den Bözbergtunnel nach Brugg zu bauen, die sie am 2. August 1875 dem Betrieb übergeben konnten.
Die neue Linie verkürzte die Strecke zwischen Basel und Zürich um mehr als acht Kilometer. Zwischen Basel und Pratteln benützten die Züge die Strecke der Centralbahn und von Brugg nach Zürich die Gleise der Nordostbahn. Die neue Strecke wurde zunächst nur einspurig gebaut, während die Kunstbauten bereits für eine später einzurichtende zweite Spur ausgelegt waren. Die maximale Steigung der Strecke beträgt an den Bözbergrampen 14 Promille. Neben dem 2526 Meter langen Bözbergtunnel bildete die Brücke über die Aare oberhalb von Brugg, die in einer langgezogenen Kurve die Aareschlucht überquert, das aufwendigste Bauwerk der neuen Eisenbahnlinie. Beim Bau gab es Schwierigkeiten mit Hangrutschungen und dem Damm oberhalb von Frick, der mit einer zu schmalen Dammsohle geplant wurde.
Einzig der Bahnhof Rheinfelden erhielt zur Eröffnung ein repräsentatives, mittelgrosses Stationsgebäude. Alle andern Bahnhöfe wurden mit Schuppenstadiongebäuden ausgerüstet. Einige davon haben mit Anbauten und durch Umnutzung bis heute überlebt. Der heutige, umgenutzte Güterschuppen des Bahnhofs Kaiseraugst, ist die Schuppenstation an der Strecke, die die Zeit mit den wenigsten Um- und Anbauten bis heute überstanden hat.
Im Jahr 1895 wurde der Streckenabschnitt von Pratteln über Rheinfelden bis zum Bahnhof Stein-Säckingen auf Doppelspur ausgebaut. Erst nach der Eingliederung der Bözbergbahn in die SBB am 1. Januar 1902 erhielten auch die übrigen Streckenteile die zweite Spur. Im November 1904 war der Abschnitt von Stein-Säckingen nach Frick fertig ausgebaut, im April 1905 die Ostrampe zum Bözbergtunnel von Brugg bis nach Schinznach-Dorf und im September 1905 auch der Abschnitt von der Station Schinznach-Dorf durch den Tunnel nach Effingen im Fricktal und bis nach Frick. Am 18. Oktober 1926 konnten die SBB die Elektrifizierung der gesamten Strecke von Pratteln bis nach Brugg abschliessen.
Zwischen Basel und Pratteln teilt die Bözbergstrecke das Trassee auch heute noch mit der Schnellzugstrecke von Basel nach Olten, der Hauensteinstrecke, die eine Zufahrt zur Gotthardbahn und zur Lötschberglinie bildet. Eine Entlastung für den ersten Streckenabschnitt südöstlich von Basel wurde mit dem im Jahr 2000 eröffneten Adlertunnel zwischen Muttenz und Liestal erreicht, der heute von den Schnellzügen zum Hauensteintunnel befahren wird.

## Neuer Bözbergtunnel

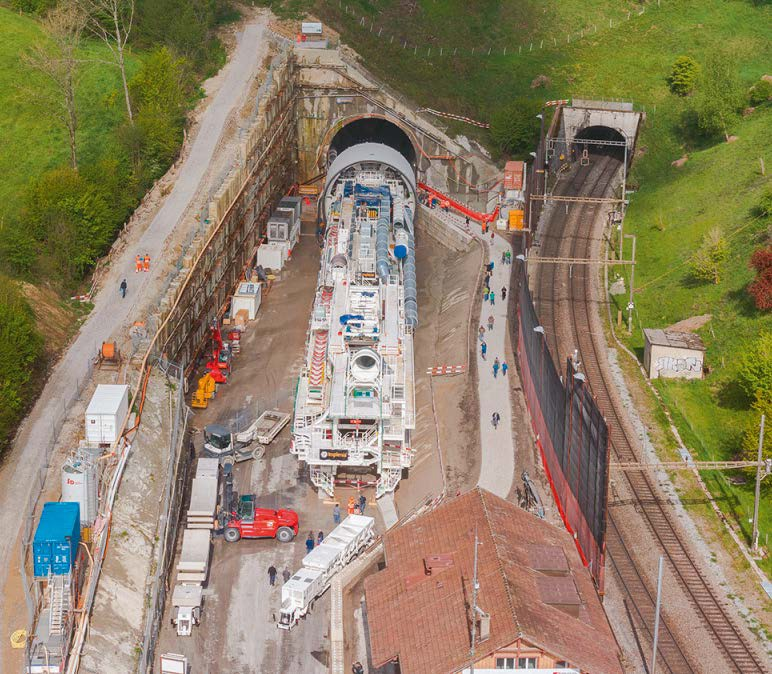
Installationsplatz der Tunnelbohrmaschine am Bözbergtunnel
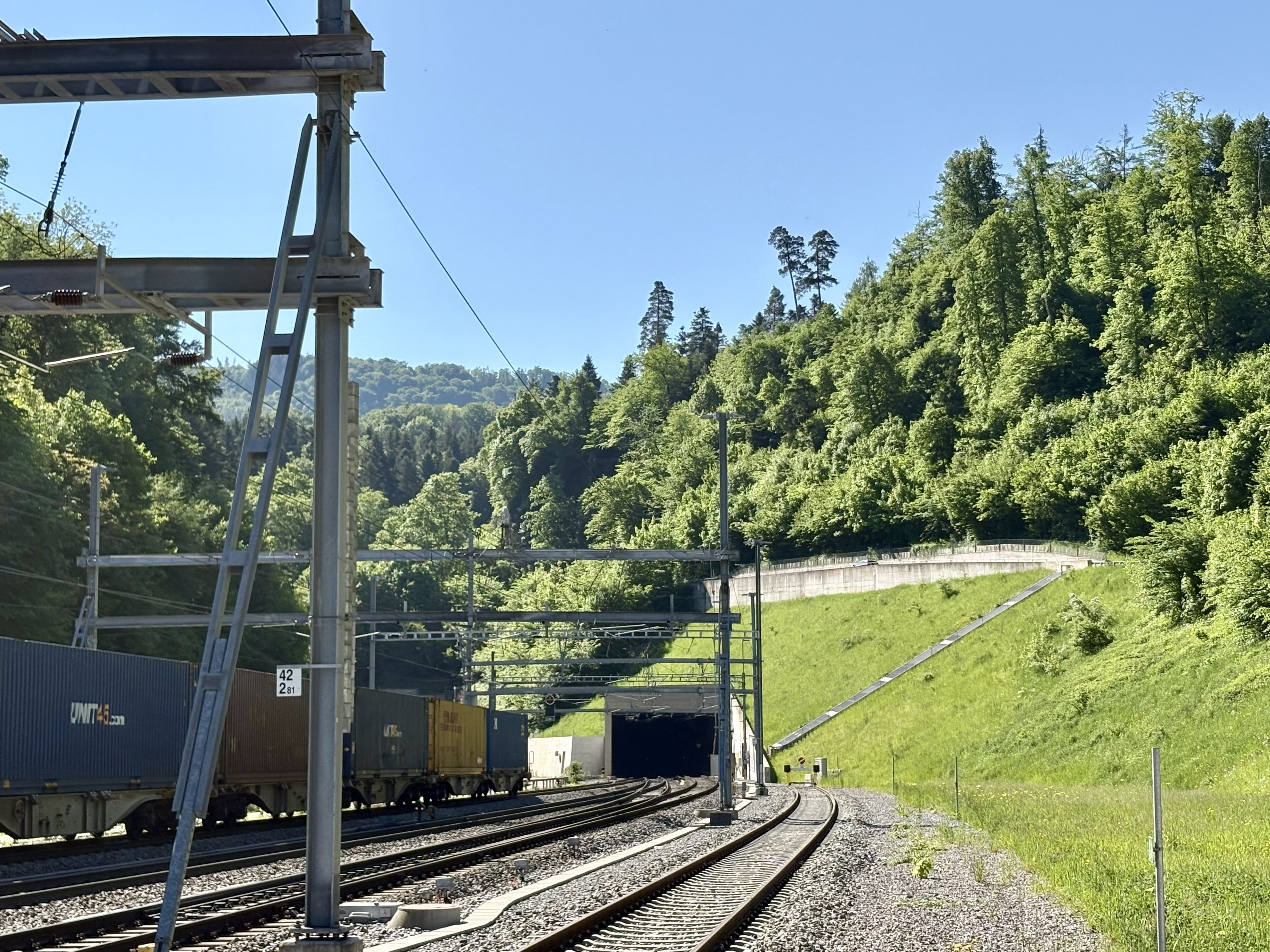
Nordportal beim Bahnhof Effingen

Um den alpenquerenden Gütertransport vermehrt von der Strasse auf die Schiene verlagern zu können und das Potenzial der NEAT voll auszuschöpfen, wurde beschlossen, die Gotthard-Achse zu einem 4-Meter-Korridor auszubauen. Der alte Bözbergtunnel ist jedoch dafür baulich nicht geeignet. Verschiedene Varianten wurden in Vorprojekten geprüft. Der Neubau eines doppelspurigen Tunnels hat sich als die beste Variante erwiesen. Der Bau des 4-Meter-Korridors kostet insgesamt 940 Millionen Franken. Als grösstes Einzelprojekt kostet der Neubau des Bözbergtunnels 350 Millionen Franken.
Der bestehende Bözbergtunnel wird nach Umbaumassnahmen als Dienst- und Rettungsstollen genutzt werden. Die beiden Tunnels werden über fünf Querverbindungen miteinander verbunden. Das nördliche Portal des neuen Tunnels liegt in der Nähe von Effingen, das südliche bei Schinznach-Dorf. Der Hauptvortrieb des Tunnels erfolgte mit einer Tunnelbohrmaschine. Die Bauarbeiten begannen am 9. März 2016. Die letzte Schwelle wurde am 6. Februar 2020 eingebaut. Die Inbetriebnahme erfolgte am 9. November 2020. Die Umbauarbeiten am alten Tunnel sind im April 2022 abgeschlossen worden.

## Stillgelegte Bahnhöfe

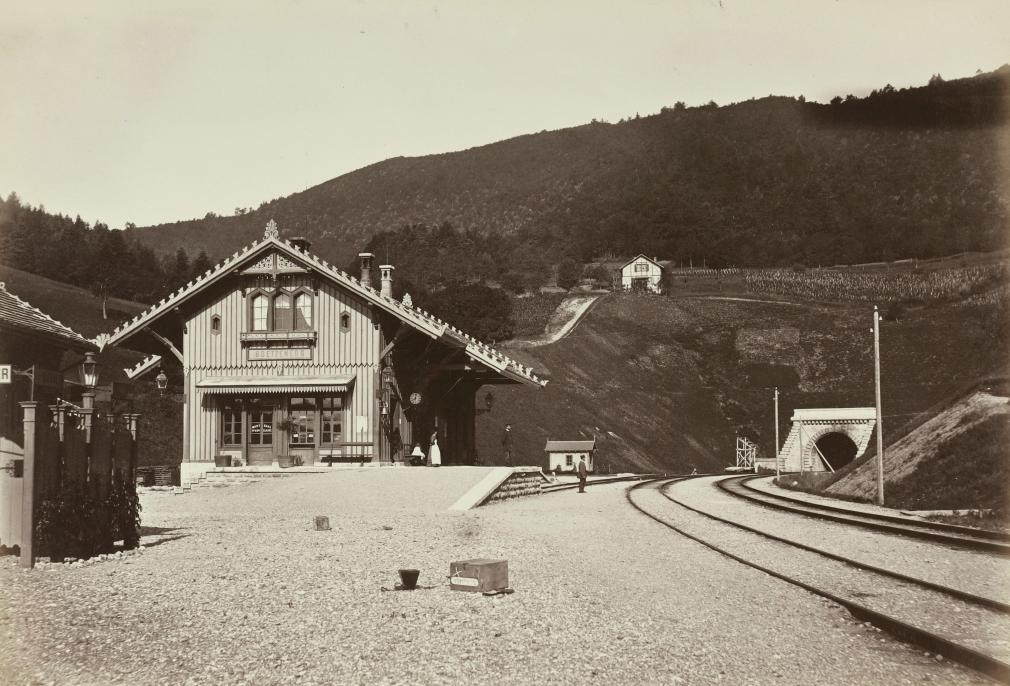
Station Bötzenegg, heute Schinznach-Dorf, im Hintergrund das Südportal des alten Bözbergtunnels

Im Jahr 1993 stellten die Schweizerischen Bundesbahnen den Regionalverkehr auf der Bahnstrecke zwischen Brugg und Frick ein. Seitdem wird der öffentliche Verkehr in diesem Gebiet von der Buslinie 137 von Postauto Aargau abgedeckt. Damit werden die Bahnhöfe von Hornussen, Effingen und Schinznach-Dorf nicht mehr im fahrplanmässigen Zugsverkehr bedient. Die ehemalige Bahnhofanlage bei Hornussen wurde betriebs- und sicherungstechnisch zu einem einfachen Stationsareal mit einem Anschlussgleis und zwei Spurwechseln umgebaut.
Auf dem Bahnhof von Effingen erhielten die Gleisbaudetachements der Schweizer Armee noch bis ins Jahr 2004 die Gelegenheit, Einsatzübungen an einer Bahnanlage durchzuführen.
An der Haltestelle von Villnachern hielten bis zum Dezember 2008 täglich noch zwei Züge der S-Bahn Basel. Eine Komposition, die spätabends von Frick aus zum Übernachten nach Brugg fährt, bediente dabei bis 2008 auch noch Villnachern. Dieselbe Komposition fährt morgens wieder in Richtung Basel, sie hielt bis zum Dezember 2008 frühmorgens ebenfalls in Villnachern. Inzwischen ist die Haltestelle von Villnachern aufgehoben, und die Bahnsteige wurden abgebrochen.

## Bedeutung der Strecke
Zwischen Basel und Stein-Säckingen fährt die S1 der Basler S-Bahn im Halbstundentakt, weiter alternierend nach Frick und Laufenburg. In den Hauptverkehrszeiten kommen Verstärkerzüge bis Stein-Säckingen dazu.
Die Schnellzüge zwischen Basel und Zürich verkehren gewöhnlich über die Hauensteinstrecke, nur die Interregios auf dem Abschnitt Basel–Zürich HB oder zwischen Basel und Zürich Flughafen verkehren über die Bözbergstrecke. Diese wird heute vor allem für den Güterverkehr genutzt. Bis Dezember 2016 verkehrten auch die beiden CityNightLine-Züge Zürich–Berlin/Prag und Zürich–Amsterdam/Hamburg über die Bözbergstrecke. Der Nachfolger der CNL-Nachtzüge, der Nightjet Zürich–Berlin/Hamburg, fährt weiterhin über die Strecke. Gelegentlich verkehren auch der ICE (Zürich HB – Basel SBB), TGV (Zürich HB – Basel SBB), TGV-Lyria (Zürich HB – Basel SBB – Mulhouse – Dijon – Paris) und der Nightjet (Zürich HB – (Brugg AG) – Basel SBB) über die Bözbergstrecke.
Täglich verkehren Güterzüge, die zugleich die Gotthardstrecke befahren. Sie werden grösstenteils in Doppeltraktion (Vielfachsteuerung) mit modernen Güterzuglokomotiven verschiedener Bahngesellschaften oder je einer SBB Re 4/4 II und einer SBB Re 6/6 als sogenannte Re 10/10 in Vielfachsteuerung bespannt.
Nach der Bözbergrampe führt westlich des Bahnhofs von Brugg ein Verbindungsviadukt die Gleise zur Südbahn über die Linie von Brugg nach Aarau.
Auch Nahgüterzüge, in der Regel mit Re-4/4-Lokomotiven bespannt, sind zwischen dem Rangierbahnhof Muttenz und dem unteren Fricktal anzutreffen.

## Unfälle
Am 4. Januar 1991 entgleisten wegen eines Radbruchs im Bahnhof Stein-Säckingen bei einem durchfahrenden Blockzug 8 von 14 Zisternenwagen, die je 85'000 Liter Benzin transportierten. Dabei schlugen einige Wagen leck, und es kam zu einem Grossbrand, der erst nach 14 Stunden gelöscht werden konnte. Dieser Unfall forderte zwar keine Toten oder Schwerverletzten, gehört aber zu den schwersten Gefahrgutunfällen in der Neuzeit bei den Schweizer Eisenbahnen.
Am 10. Februar 2005 kam es zu einem Zusammenstoss zweier Züge bei Brugg, bei dem ein Bauarbeiter ums Leben kam.